# Sefardisch orthodox jodendom
Het Sefardisch orthodox jodendom (Hebreeuws: סְפָרַדִּי, Sfaraddi) ontwikkelt zich tegenwoordig steeds meer als een onafhankelijke religieuze beweging binnen het jodendom.
De aanzet tot de ontwikkeling gaf rabbijn Elazar Menachem Shach, die zijn vriend rabbijn Ovadia Yosef adviseerde bij de oprichting van de Israëlische politieke partij Shas, die de Sefardische orthodoxie vertegenwoordigt. Later ontstond een ernstig conflict tussen rabbijn Yosef en rabbijn Shach.
De meeste volgelingen van de Sefardische ultraorthodoxie volgen een filosofie die sterk lijkt op de Litvishe (zie 'mitnagdim'), en hebben vaak ook dezelfde kledingstijl. Sommigen zijn aanhangers van chassidische bewegingen, met name Lubavitch en Breslov.
Het Sefardisch orthodox jodendom is niet zionistisch. Rabbijn Ovadia Yosef heeft verklaard voorstander van een land-voor-vrede akkoord met de Palestijnen te zijn, en verklaarde dat het religieus zionisme een foute ideologie is. Dit onderscheidt hem van andere beroemde Sefardische orthodoxe rabbijnen die wel in de zionistische hoek zitten, zoals rabbijn Mordechai Eliyahu.
De meeste Sefardisch orthodoxe joden wonen in Israël en zijn (in voorgaande generaties) afkomstig uit Marokko en Irak.
Demografisch en sociaal-cultureel worden deze groepen veelal als Mizrahi beschouwd.

## Leiders
- Rabbijn Ovadia Yosef, voornaamste religieuze leider van de Sefardische orthodoxie, woonachtig te Jeruzalem (tevens in Irak geboren).
- Eli Yishai, huidig lijsttrekker van Shas.
- Rabbijn Yitzhak Kaduri, in 2006 te Jeruzalem overleden kabbalist (in Irak geboren).